# Sturmführer
Sturmführer var en paramilitär grad i NSDAP som från början var en titel som användes av SA 1925 och blev en SA-grad 1928. 1930 hade Sturmführer blivit den lägsta officersgraden i nazistpartiets paramilitära organisation. Titeln användes även som en SS-grad fram till 1934. Efter de långa knivarnas natt ändrades gradens namn från Sturmführer till SS-Untersturmführer, motsvarande en fänrik i tyska armén.